# Helvi (cràter)
Helvi és un cràter d'impacte en el planeta Venus de 12,2 km de diàmetre. Porta el nom d'un antropònim estonià, i el seu nom va ser aprovat per la Unió Astronòmica Internacional el 1997.